# Дарницкий вагоноремонтный завод
Да́рницкий вагоноремо́нтный заво́д (укр. Да́рницький вагоноремо́нтний заво́д, ДВРЗ) — промышленное предприятие Украины, расположенное в городе Киев.

## История

### 1934—1991
Строительство завода началось в 1934 году и было завершено в 1935 году.
В 1940 году завод начал производство вагонов.
После начала Великой Отечественной войны, в связи с приближением к Киеву линии фронта, оборудование завода было эвакуировано в город Канаш Чувашской АССР. Во время немецкой оккупации на заводе действовала подпольная группа, которую возглавлял Л. Н. Воробьев. Подпольщики установили контакты с партизанским отрядом «За Родину!», собирали медикаменты и оружие (в общей сложности, они собрали и передали партизанам 140 винтовок, 4 единицы автоматического оружия, 180 ручных гранат и 17 тысяч патронов); организовывали и привлекали к сотрудничеству сторонников и сочувствующих Советской власти (в результате, к партизанам были переправлены свыше 200 человек организованного резерва); ремонтировали вагоны таким образом, что они ломались во время движения и становились причиной крушения железнодорожных эшелонов; вывели из строя четыре единицы заводского оборудования (подъёмный кран, пресс для распрессовки колёсных пар и два станка, доставленных на завод из Германии), сожгли гараж и взорвали котельную.
В 1943 году завод вернулся на Украину, и в этом же году выпустил из ремонта первый вагон. Мощности восстановленного завода возросли вдвое. С 1958 года на заводе внедрена поточно-конвейерная технология ремонта вагонов.
В 1960 году модель поточно-конвейерной линии экспонировалась на ВДНХ СССР. В 1970-х годах была проведена масштабная реконструкция завода.

### После 1991
3 марта 1995 года завод был внесён в перечень предприятий и организаций Украины, которые не подлежат приватизации в связи с их общегосударственным значением.
В августе 1997 года завод был включён в перечень предприятий, имеющих стратегическое значение для экономики и безопасности Украины.
В декабре 2006 года представители украинской железнодорожной компании «Укрзализныця» объявили о намерении начать производство грузовых вагонов на Дарницком вагоноремонтном заводе.
6 марта 2007 года завод представил новую продукцию: модернизированные вагоны модели 18-4129 с осевой нагрузкой 25 тонн (тележки 18-100 в которых были модернизированы с использованием радиальных рычагов, что позволило увеличить грузоподъёмность вагона).
Весной 2009 года завод получил лицензию на производство грузовых вагонов.
В результате начатой в 2011 году реформы железнодорожной компании «Укрзализныця» 1 января 2012 года на баланс ГП «Дарницкий вагоноремонтный завод» и ГП "Украинский государственный центр по эксплуатации специализированных вагонов «Укрспецвагон» был передан весь парк полувагонов украинских железных дорог.
В январе 2013 года за Дарницким вагоноремонтным заводом были закреплены три вагонных депо (депо Красноармейск, Ясиноватая и Батуринское).
По состоянию на 31 декабря 2014 года завод входил в перечень 50 крупнейших государственных предприятий Украины.

## Продукция
Основные виды деятельности предприятия:
- капитальный ремонт грузовых вагонов (в том числе, 4-осных полувагонов, крытых вагонов и платформ), ремонт электропоездов, формирование колесных пар и изготовление запасных частей для подвижного состава железных дорог[1]
- изготовление стального литья, горячештампованных металлоизделий и переработка пиломатериалов[1]
- ремонт и строительство (совместно с заводом им. Егорова, СПб) метровагонов

## Фотогалерея
- Площадь перед главным зданием завода
- Подъездные пути предприятия
- Руины барака в котором жили работники завода в XX веке